# Casba di Béjaïa
La Casba di Béjaïa è l'antica cittadella governativa fortificata di epoca medievale della città di Béjaïa in Algeria; è adiacente al centro storico.
La Casba odierna è stata restaurata più volte. L'ultimo restauro si è concluso nel 2024.

## Storia
Le origini della Casba di Béjaïa risalgono al periodo medievale, in particolare al XI secolo, quando la città, allora conosciuta come Bugia, era un importante centro del Maghreb sotto il dominio della dinastia Zirid. Durante questo periodo, Béjaïa divenne un fiorente porto commerciale e una roccaforte difensiva strategica. La Casba fu costruita su una collina che dominava la città e il porto, con l’obiettivo di proteggere la popolazione da attacchi esterni e di fungere da sede amministrativa e politica.
Nel corso dei secoli, la Casba subì vari ampliamenti e modifiche, a seconda dei cambiamenti politici e delle necessità difensive. Fu fortificata ulteriormente durante il periodo della dinastia Hafside nel XIII secolo, quando Béjaïa era un importante centro di commercio e cultura sotto il controllo dei Hafsidi, una dinastia berbera che governava gran parte della Tunisia e dell’Algeria orientale.

### Periodo ottomano e colonizzazione francese
Nel XVI secolo, la città di Béjaïa e la sua Casba passarono sotto il controllo dell'Impero Ottomano. La Casba continuò a essere una base militare importante, nonché la sede dei governatori ottomani. Durante questo periodo, furono apportate ulteriori modifiche e miglioramenti alla cittadella, che divenne un simbolo della potenza ottomana nella regione.
Nel 1830, con la colonizzazione francese dell'Algeria, Béjaïa e la sua Casba passarono sotto il controllo della Francia. Sebbene la Casba non abbia subito danni significativi durante la dominazione coloniale, fu utilizzata più per scopi amministrativi che per difesa. Il dominio francese portò anche alla costruzione di infrastrutture moderne intorno alla città, ma la Casba rimase un simbolo della storia della città e un importante punto di riferimento per la sua identità.

### La Casba oggi
Con l'indipendenza dell'Algeria nel 1962, la Casba di Béjaïa, come molte altre strutture storiche in Algeria, iniziò a subire il peso del tempo e a deteriorarsi. La mancanza di adeguati interventi di conservazione nel periodo post-indipendenza portò a un progressivo degrado della cittadella.
Nel corso degli anni, sono stati intrapresi vari progetti di restauro per salvaguardare il patrimonio storico della Casba. L'ultimo restauro, concluso nel 2024, ha rappresentato un intervento importante per la preservazione della struttura, con lavori che hanno riguardato principalmente il consolidamento delle mura, il restauro delle torri difensive e la sistemazione degli spazi interni.
Oggi, la Casba di Béjaïa è una delle principali attrazioni turistiche della città e un simbolo della sua eredità storica. Essa continua a essere una meta di visitatori interessati a scoprire la storia medievale di Béjaïa e il suo ruolo nelle varie epoche storiche. La cittadella, che si trova a breve distanza dal centro storico della città, è anche un punto di riferimento per la comunità locale, simbolo di identità culturale e orgoglio.
Inoltre, grazie agli interventi di restauro recenti, la Casba è tornata a essere accessibile al pubblico e a ospitare attività culturali, eventi e visite guidate. La sua posizione panoramica offre una vista mozzafiato sulla città e sul mare, rendendola un luogo ideale per comprendere meglio la storia della regione e il suo sviluppo nel corso dei secoli.

## Descrizione
La Casba è di forma rettangolare ed occupa un'area di circa due ettari, il cui lato maggiore si estende per oltre 160 metri su un terreno con una pendenza di 22 metri. Questa cittadella comprende diversi edifici di diverso stile ad indicare l'influenza di chi controllava la città in base al periodo.
La Casba comprende:
- un fortilizio, probabilmente costruito in epoca spagnola (XVI secolo), presenta un ampio vano voltato: probabilmente una polveriera.
- una moschea, di antica architettura berbera; probabilmente di epoca almohade. Era il luogo di preghiera del governatore almohade. Successivamente divenne un luogo di insegnamento per Ibn Khaldoun (nel XIV secolo) ed infine, durante il periodo della reggenza di Algeri, divenne la grande moschea (Jamaa El-Kebir).
- un edificio a forma quadrata, probabilmente di periodo spagnolo, ma successivamente rimaneggiato dagli Ottomani e dai Francesi. Ha un patio e gallerie.
- Altri due edifici risalenti (XIX secolo) che presentano meno interesse culturale rispetto ai precedenti e che devono essere riqualificati in un centro culturale.

## Galleria d'immagini

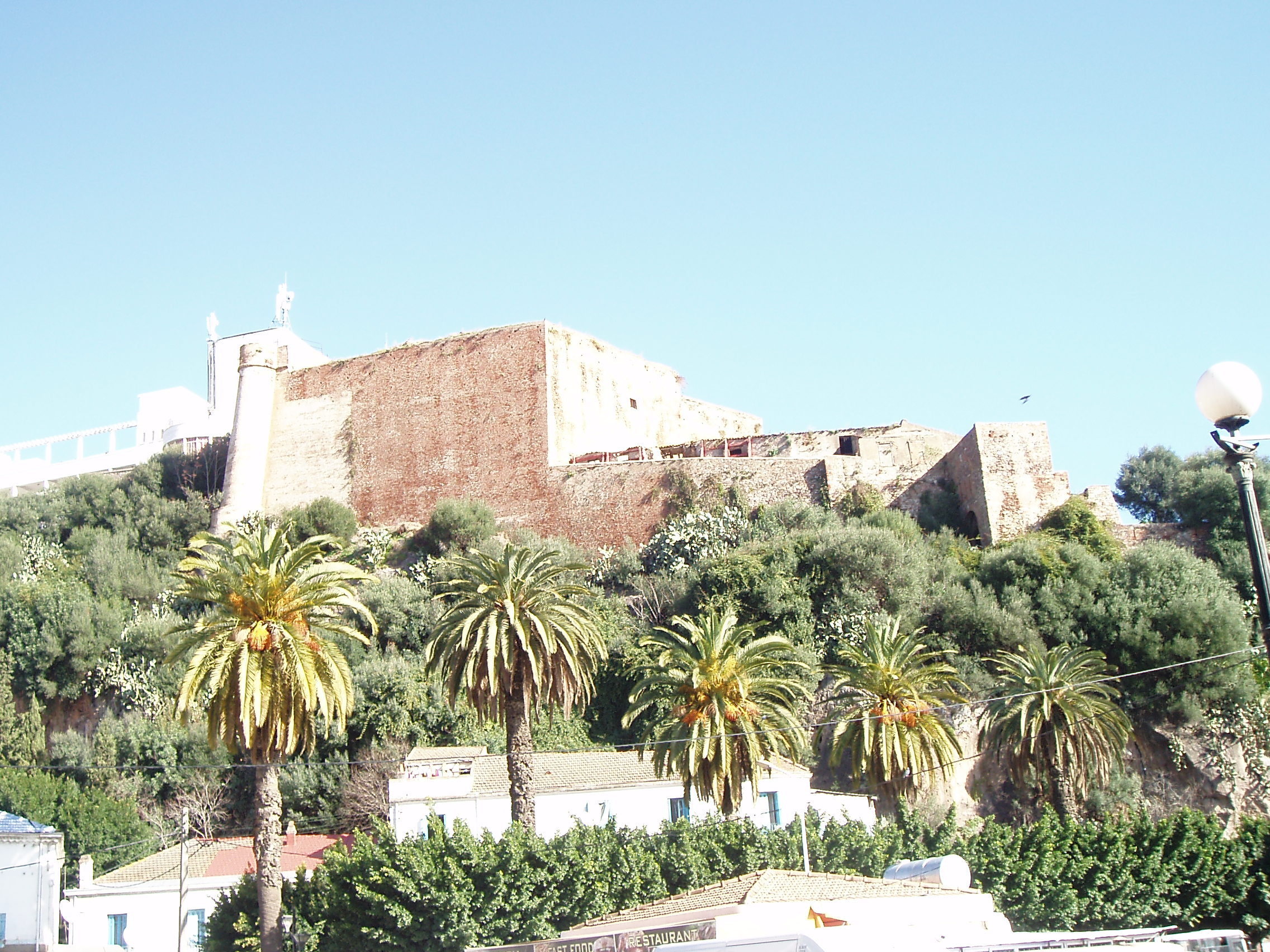
Vista sulle mura della Casba di Béjaïa
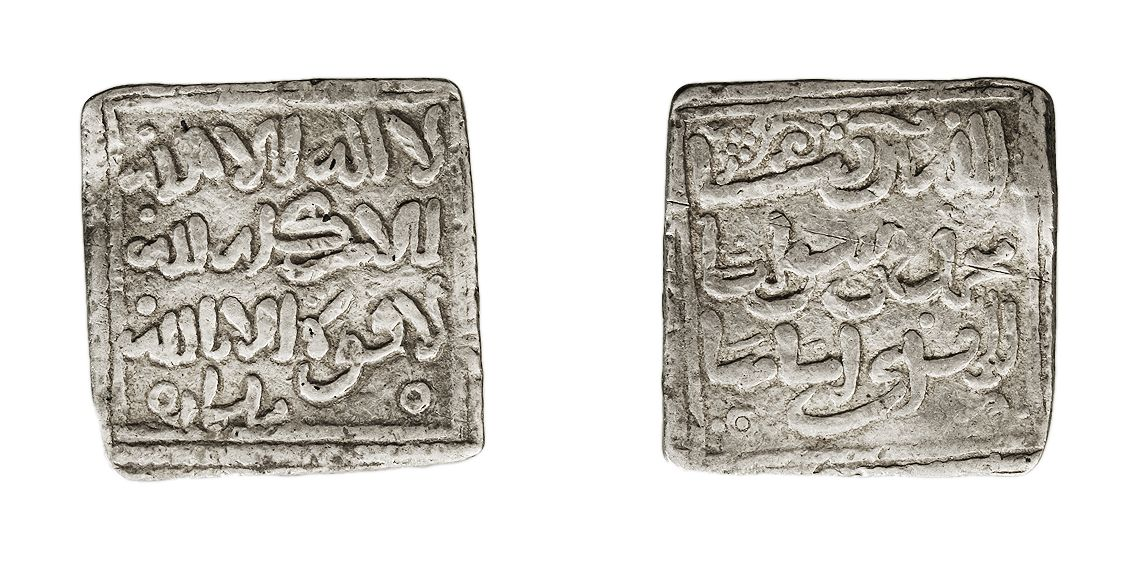
Moneta almohade rinvenuta nella Casba di Béjaïa
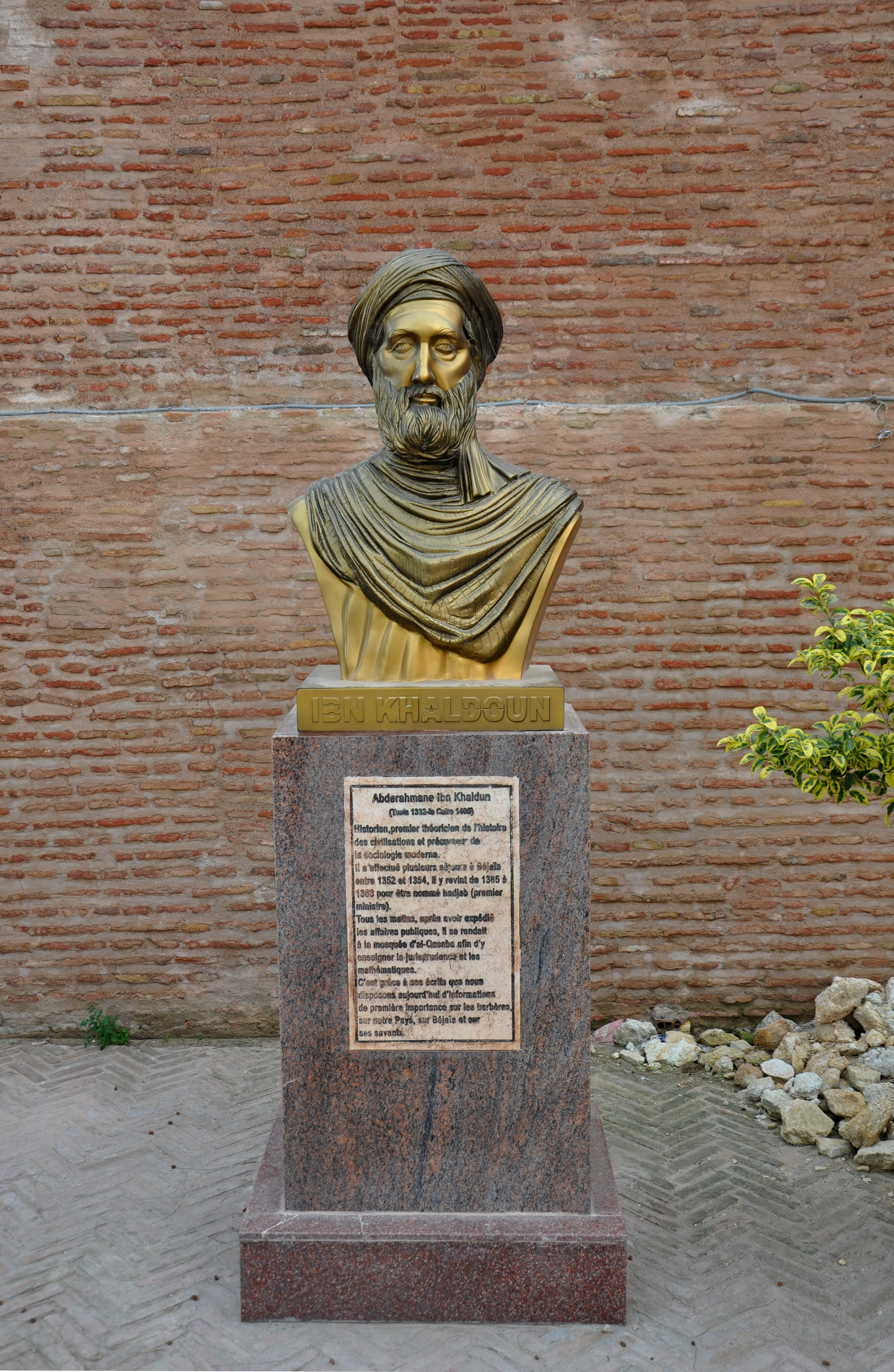
Busto di Ibn Khaldun davanti all'entrata
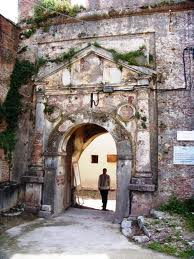
Porta di ingresso alla Casba